# Cheiracanthium impressum
Cheiracanthium impressum is een spinnensoort uit de familie Cheiracanthiidae.
De wetenschappelijke naam van de soort werd in 1881 gepubliceerd door Tord Tamerlan Teodor Thorell.